# COQ6
COQ6 (англ. Coenzyme Q6, monooxygenase) – білок, який кодується однойменним геном, розташованим у людей на короткому плечі 14-ї хромосоми. Довжина поліпептидного ланцюга білка становить 468 амінокислот, а молекулярна маса — 50 870.
| 10         |  | 20         |  | 30         |  | 40         |  | 50         |
| ---------- |  | ---------- |  | ---------- |  | ---------- |  | ---------- |
| MAARLVSRCG |  | AVRAAPHSGP |  | LVSWRRWSGA |  | STDTVYDVVV |  | SGGGLVGAAM |
| ACALGYDIHF |  | HDKKILLLEA |  | GPKKVLEKLS |  | ETYSNRVSSI |  | SPGSATLLSS |
| FGAWDHICNM |  | RYRAFRRMQV |  | WDACSEALIM |  | FDKDNLDDMG |  | YIVENDVIMH |
| ALTKQLEAVS |  | DRVTVLYRSK |  | AIRYTWPCPF |  | PMADSSPWVH |  | ITLGDGSTFQ |
| TKLLIGADGH |  | NSGVRQAVGI |  | QNVSWNYDQS |  | AVVATLHLSE |  | ATENNVAWQR |
| FLPSGPIALL |  | PLSDTLSSLV |  | WSTSHEHAAE |  | LVSMDEEKFV |  | DAVNSAFWSD |
| ADHTDFIDTA |  | GAMLQYAVSL |  | LKPTKVSARQ |  | LPPSVARVDA |  | KSRVLFPLGL |
| GHAAEYVRPR |  | VALIGDAAHR |  | VHPLAGQGVN |  | MGFGDISSLA |  | HHLSTAAFNG |
| KDLGSVSHLT |  | GYETERQRHN |  | TALLAATDLL |  | KRLYSTSASP |  | LVLLRTWGLQ |
| ATNAVSPLKE |  | QIMAFASK   |  |            |  |            |  |            |

A: Аланін

C: Цистеїн

D: Аспарагінова кислота

E: Глутамінова кислота

F: Фенілаланін

G: Гліцин

H: Гістидин

I: Ізолейцин

K: Лізин

L: Лейцин

M: Метіонін

N: Аспарагін

P: Пролін

Q: Глутамін

R: Аргінін

S: Серин

T: Треонін

V: Валін

W: Триптофан

Кодований геном білок за функцією належить до оксидоредуктаз. 
Задіяний у такому біологічному процесі, як альтернативний сплайсинг. 
Білок має сайт для зв'язування з ФАД, флавопротеїном. 
Локалізований у мембрані, мітохондрії, внутрішній мембрані мітохондрії, клітинних відростках, апараті гольджі.